# Suábios do Danúbio
Suábios do Danúbio (em alemão:  Donauschwaben) é um termo coletivo para a população de língua alemã que viveu em vários países do sudeste da Europa, especialmente no vale do rio Danúbio. A maioria era descendente de imigrantes do século XVIII recrutados como colonos para repovoar a área após a expulsão do Império Otomano. Os suábios do Danúbio são a linha distinta mais recente de povos étnicos alemães.